# Víktor Mitrópoulos
Víktor Mitrópoulos (en grec moderne : Βίκτωρ Μητρόπουλος), est un footballeur grec né le 14 février 1947 à Athènes. Il évoluait au poste de arrière droit.

## Biographie
Víktor Mitrópoulos est d'abord joueur de l'AS Aigáleo en 1964,,.
D'abord en deuxième division, Mitrópoulos aide le club à rejoindre la première division grecque,.
Il est alors transféré au Panathinaïkos en 1968,,.
Avec le Panathinaïkos, il est triple Champion de Grèce en 1969, 1970 et 1972, il remporte également deux Coupes de Grèce en 1967 et 1969,.
Il prend part à la campagne de la Coupe des clubs champions 1970-1971 du club grec en disputant deux matchs lors des premiers tours de la compétition. Le Panathinaïkos perd la finale contre l'Ajax Amsterdam sur le score de 0-2,.
Il joue également le match retour de la Coupe intercontinentale 1971 disputée contre le Club Nacional. Après un match nul 1-1 à l'aller, le club perd 1-2 au retour et ne remporte pas le titre mondial.
En 1972, il rejoint l'AS Aigaleo. Après trois saisons au sein du club, il raccroche les crampons en 1975,,.
Au total, en compétitions européennes, il dispute deux matchs de Coupe des clubs champions et quatre matchs de Coupe des villes de foire/Coupe UEFA

## Palmarès
Panathinaïkos
| - Championnat de Grèce (3) : - Champion : 1968-69, 1969-70 et 1971-72. - Vice-champion : 1965-66. - Coupe de Grèce (2) : - Vainqueur : 1966-67 et 1968-69. - Finaliste : 1964-65, 1967-68 et 1971-72. |  | - Coupe des clubs champions : - Finaliste : 1970-71. |